# Komitet ds. Przekształcenia i Odnowy Instytucji
Komitet ds. Przekształcenia i Odnowy Instytucji – junta wojskowa rządząca Gabonem od 30 sierpnia 2023. Przejęła władzę w następstwie zamachu stanu w Gabonie w 2023 r. po unieważnieniu wyborów prezydenckich.

## Geneza
Wczesnym rankiem 30 sierpnia kilkunastu jego członków oświadczyło, że reżim prezydenta Alego Bongo Ondimby dobiegł końca. Byli wśród nich pułkownicy armii Gabonu i członkowie Gwardii Republikańskiej. Następnie ogłosili przejęcie władzy nad państwem, rozwiązanie parlamentu, trybunału konstytucyjnego, rządu, czy komitetu wyborczego, oraz zamknięcie granic Gabonu do odwołania. Nie pojawiły się informacje o śmierciach spowodowanych puczem, ale w dzień zamachu stanu w Libreville słychać było strzały. Prezydent Ali Bongo i jego syn zostali aresztowani.

## Rządy
Generał Brice Clotaire Oligui Nguema, kuzyn oraz były zwolennik prezydenta Bongo, przywódca Gwardii Republikańskiej, pomógł w przeprowadzeniu zamachu stanu i został tymczasowym przywódcą kraju. Junta odmówiła przekazania władzy w ręce cywilów, zapowiedziała też, że generał Oligui Nguema zostanie zaprzysiężony na tymczasowego prezydenta.
2 września junta ogłosiła niezwłoczne otwarcie granic kraju. 4 września generał Nguema został oficjalnie zaprzysiężony na stanowisko głowy państwa, wezwał również do przyjęcia w drodze referendum nowej konstytucji. W ciągu kolejnych dni junta miała udzielić amnestii niektórym więźniom politycznym, w tym prezydentowi Bongo, któremu ze względu na zły stan zdrowia pozwolono opuścić kraj. 
7 września generał Nguema mianował ekonomistę i opozycjonistę Raymonda Ndong Simę na stanowisko tymczasowego premiera. 